# 瓦氏墨頭魚
瓦氏墨頭魚（学名：Garra waterloti）为輻鰭魚綱鯉形目鲤科的其中一種，分布於非洲塞內加爾河及尼日河流域，本魚背面輪廓些微中凸，長的圓吻部有被有小齒狀突的而且發展得很好的喙葉邊緣。下唇形式下巴具有自由邊緣的薄膜全部或些微三葉向背部，具非常小的觸鬚，灰色-黑色的背面，黑色-黃色的腹面，具一條縱向的深色條紋，在後鰓蓋有一黑斑，在尾柄的基底有一黑色斑點，魚鰭有時帶有粉紅色，背鰭軟條10至11枚；臀鰭軟條7枚，體長可達7公分。